# Нувахов, Борис Шамильевич
Борис Шамильевич Нувахов (1 мая 1943, Дербент, Дагестанская АССР, РСФСР, СССР — 20 августа 2024, Москва, Россия) — профессор, доктор исторических наук, 
Лауреат ордена Дружбы народов, ордена Почёта, ордена  «За заслуги перед Отечеством» за достигнутые успехи в развитии здравоохранения и медицинской науки;
Много лет работал в РАМН потом в РАН, был руководителем пресс-центра отделения медицинских наук РАН, 
создатель и главный редактор Газеты «Вести медицины». 

## Трудовая деятельность
1961 год — дорожный мастер на стройке в Воскресенске.
В 1963—1966 годах — служил в Советской Армии, в Таманской дивизии в Москве.
С 1968 года — работал в Министерстве медицинской промышленности заместителем директора московского витаминного завода и заведующим лабораторией, затем начальником отдела Минмедпрома СССР.
C 1970 года — работал в Академии медицинских наук СССР, заместителем директора Института ревматизма (НИИ ревматологии), где защитил кандидатскую диссертацию по проблемам организации и управления Ревматологической службы СССР.
В 1986 году — организовал и создал пресс-центр и информационную службу Центрального медицинского музея АМН СССР (НИЦ РАМН).
В 1993 году защитил докторскую диссертацию по теме "История милосердия и благотворительности в отечественной медицине XVIII-XX веков", затем получил звание профессора.
С 2000 года — руководитель пресс-центра РАМН. а затем и отделения медицинских наук РАН.
2008—2014 годы — советник президента Российской академии медицинских наук.
С 2014 года — главный специалист Отдела медицинских наук РАН.
Одним из первых (с 80-х гг.) начал заниматься проблемами возрождения медицины и милосердия в СССР.
Автор 350 научных исследований, статей по организации здравоохранения, истории медицины и права; 26 авторских и 5 коллективных монографий, методических рекомендаций и брошюр.

## Основные работы
- Доктор Илизаров / Нувахов. Б. / Предисловие Ю. Сенкевича. — М.: Прогресс, 1988. — 160 с.
- Целители века : монография / Б.Ш. Нувахов. - Москва : Экономика, 1992. - 286 с. ISBN 5-282-01722-9
- История милосердия и благотворительности в отечественной медицине XVIII-XX веков : дис. ... доктора исторических наук : 17.00.07. - Москва, 1993.
- Памятники медицины и милосердия в Москве XVIII — XX веков / М. К. Кузьмин, Б. Ш. Нувахов, — М.: Медицина, 1993. — 93 с.
- Традиции милосердия: Шереметевский дом. Нувахов Б. Ш.; Щорс Т. А. РАМН, НИЦ «Медицинский музей», Центр милосердия России, 1993. pms.orthodoxy.ru.
- Медали императорской России : (Медицина, милосердие, Красный Крест) / Б.Ш. Нувахов, Э.Д. Грибанов. - Москва : [б. и.], 1994. - 240 с. ISBN 5-02-00-6081-X
- Странноприимный дом Н.П. Шереметева : традиции рос. милосердия XVIII-XX вв / Б.Ш. Нувахов. - Москва : [б. и.], 1994. - 144 с. ISBN 5-02-00-6081-X
- Истоки, хронология и динамика структуры Российской академии медицинских наук : монография / Б.Ш. Нувахов, И.Е. Карнеева, Ю.А. Шилинис ; Рос. акад. мед. наук. Науч.-исслед. центр "Мед. музей". - Москва : [б. и.], 1995. - 223 с. ISBN 5-02-00-6081-X
- Таты России: прошлое и настоящее / Борис Нувахов; РАН. О-во востоковедов .- М., 1997 - 152 с.
- Президенты медицинской науки / Б. Ш. Нувахов, Б. М. Чекнев ; [Рос. акад. мед. наук]. - Изд. 3-е, перераб. и доп. - Воронеж : Научная книга, 2013. - 363 с. ISBN 978-5-4446-0341-3
- Выбор доктора Боткина / Борис Нувахов, Александр Крылов-Толстикович. - Москва : Воскресенье : Евразия+, 2002. - 206 с. ISBN 5-93494-059-7
- Святослав Федоров-патриарх офтальмологии / Б. Ш. Нувахов. - Москва : Воскресенье, 2006. - 323 с. ISBN 5-88528-487-3
- Флагман военной медицины : (Гл. воен. клинич. госпиталь им. Н. Н. Бурденко в истории воен. медицины и мед. науки России) / Б. Ш. Нувахов. - Москва : Евразия+, 2007. - 76 с. ISBN 978-5-93494-134-6
- В. Путин в древнем Дербенте / Б. Ш. Нувахов. - Махачкала : Эпоха, 2008. - 266 с. ISBN 978-5-98390-048-6
- Врачи-от святых до грешных : вершители судеб человеческих / Борис Нувахов. - Москва : У Никитских ворот, 2015. - 189 с. ISBN 978-5-00095-081-4

## Награды и звания
Государственные награды СССР и России
- орден Дружбы народов[6]
- орден Почёта[7]
- орден «За заслуги перед Отечеством»[8]

Общественные награды
- орден Петра Великого I степени,
- орден Международного Меценатства,
- орден Святого отца Андреа Берти,
- орден Мальтийской службы,
- медаль ордена «Мизерикордия»,
- медаль Международного фонда мира
- и другие.

Присуждены звания
- Заслуженного деятеля науки Республики Дагестан РФ
- Заслуженного работника культуры Республики Дагестан РФ
- Почётного гражданина города Дербента
- Почётного профессора Центра Илизарова[9]
- Лауреат диплома премии имени Н.А. Семашко РАМН, академика РАМН Е.И. Смирнова, Союза журналистов России, лауреат премии «Меценат и благотворитель тысячелетия».

## Личная жизнь
По национальности — тат. 

3 детей, 8 внуков